# 转化生长因子
转化生长因子（transforming growth factor，TGF）是能诱导正常细胞表型转化及生长的两类细胞因子，属多肽类生长因子，此两类为转化生长因子-α和转化生长因子-β。
- 转化生长因子-α：在某些人类癌症中有上调。转化生长因子-α是由巨噬细胞,脑细胞和表皮细胞产生的。转化生长因子－α诱导上皮发育。
- 转化生长因子-β：在人类转化生长因子－β有三个亚型，转化生长因子-β1，转化生长因子-β2， 转化生长因子-β3。在某些人类癌症中有上调。在组织再生,细胞分化,胚胎发育 和调节免疫系统中发挥关键作用。

最初的实验利用大鼠肾成纤维细胞证明这些蛋白质具有成癌转化能力而被命名为转化生长因子。外加转化生长因子对大鼠肾成纤维细胞可以诱导成纤维细胞过度增殖, 而不再受正常的细胞接触抑制。当然，取名"转化生长因子"有点人为, 因为两组蛋白结构或基因上的相互无关系, 而它们的作用也通过不同的受体机制。此外，他们并不总是诱导细胞转化。他们也不是仅有的能促使细胞转化的生长因子。另外，转化生长因子－α的受体是酪氨酸激酶受体，而转化生长因子－β的受体是丝氨酸/苏氨酸激酶受体。